# K.M. Lundberg

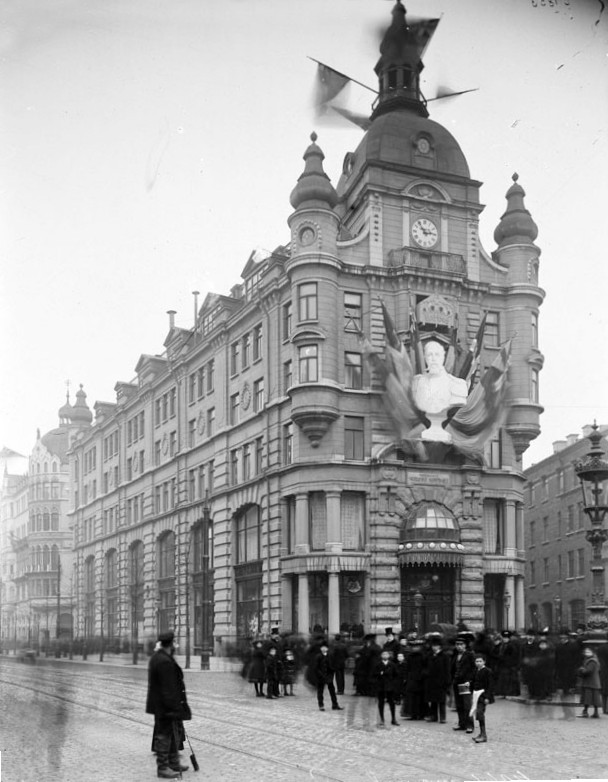
Het warenhuis K.M. Lundberg

K.M. Lundberg's was een warenhuis aan het Stureplan 3 in de Zweedse hoofdstad Stockholm. 

## Geschiedenis
Het gebouw was naar een ontwerp van de architect Erik Josephson. Het werd ingewijd in 1898 en was destijds de grootste winkel in Stockholm. 
Het bedrijf werd in 1843 opgericht door Karl Magnus Lundberg en had eerder vestigingen op onder meer Storkyrkobrinken 7 in de Oude stad. Het warenhuis was gebouwd volgens het Parijse model met een groot atrium in het midden. 
Het warenhuis van K.M. Lundberg werd in 1902 omgevormd tot Nordiska Kompaniet (kortweg NK). Het verhuisde in 1915 naar het nieuwe warenhuisgebouw aan Hamngatan.
Het gebouw werd in de periode 1919 - 1920 volledig herbouwd voor de Johnson-rederijen, naar een ontwerp van de architect Ivar Tengbom. Het werd het hoofdkantoor van Johnsonlinjens.

## Afbeeldingen

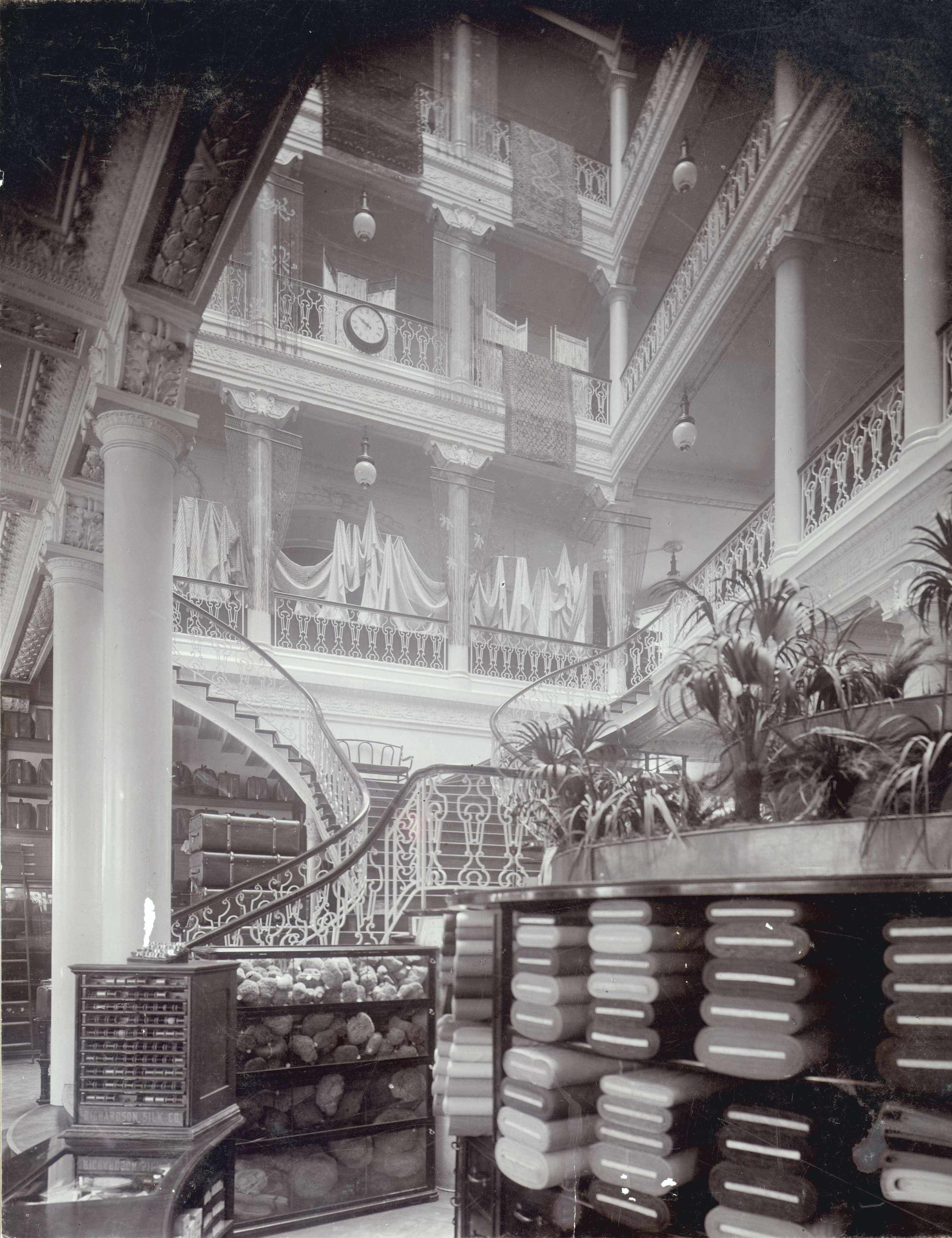
De grote zaal na verbouwing tot Nordiska Kompaniet. Foto uit 1903.
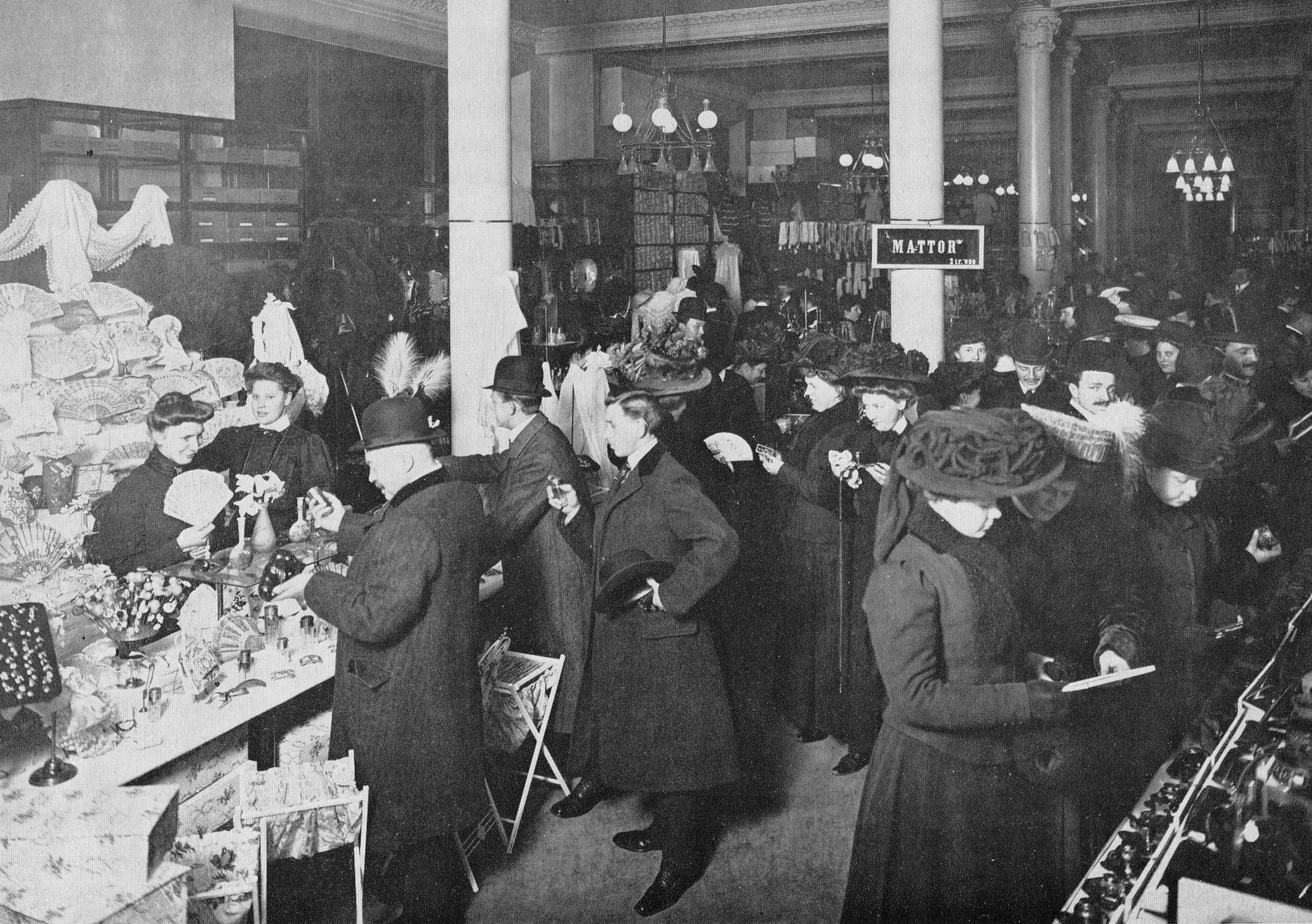
Verkoop in het warenhuis K.M. Lundberg uit 1909.